# لورينا بينيتيز
فلافيا لورينا بينيتيز (من مواليد 3 ديسمبر 1998) هي لاعبة كرة قدم أرجنتينية محترفة ولاعبة سابقة لكرة الصالات تلعب كلاعب خط وسط للنادي البرازيلي إس إي بالميراس، وأيضا هي تلعب في منتخب الأرجنتين لكرة القدم للسيدات.

## المسيرة الإحترافية
كان بينيتيز مؤهلاً للعب مع منتخب الأرجنتين (مسقط الرأس) أو باراجواي (النسب) . كانت جزءًا من الفريق الأرجنتيني في بطولة أمريكا الجنوبية للسيدات تحت 20 سنة 2015 . ظهرت لأول مرة مع منتخب الأرجنتين في 3 مارس 2019 في خسارة ودية 0-2 أمام نيوزيلندا .

## الحياة الشخصية
بينيتيز مثلية الجنس بشكل علني.  عند وصولها إلى بالميراس في أوائل فبراير 2023، كانت ضحية للتعليقات التمييزية المتعلقة بالجنس من قبل المشجعين البرازيليين. 